# Бостина
Бостина (болг. Бостина) — село в Болгарии. Находится в Смолянской области, входит в общину Смолян. Население составляет 136 человек.
Село находится в 5 км от города Смолян, на автодороге Пловдив — Смолян, у перевала Рожен. Расположено на реке Бяла-Река. В селе есть церковь «Святых Петра и Павла» и часовни «Святого Георгия», «Святого Спаса», «Святого Ильи», «Святой Недели» и «Святой Троицы». В селе есть центр искусства «За Родопите».

## Политическая ситуация
В местном кметстве Бостина должность кмета (старосты) до 2011 года исполняла Маргарита Любомирова Шукерова (Болгарская социалистическая партия (БСП)) по результатам выборов правления кметства в 2007 году.